# St.-Stephans-Kirche (Rożyńsk Wielki)
Die St.-Stephans-Kirche in Rożyńsk Wielki ist ein Bauwerk aus dem zu Ende gehenden 19. Jahrhundert. Sie war bis 1945 die evangelische Kirche für die Bewohner im Kirchspiel des damals Groß Rosinsko (1938–1945 Großrosen) genannten Dorfes und ist jetzt römisch-katholische Pfarrkirche der Pfarrei Rożyńsk Wielki.

## Geographische Lage
Rożyńsk Wielki liegt im Südosten der polnischen Woiwodschaft Ermland-Masuren, 17 Kilometer südwestlich der Kreisstadt Ełk (Lyck). Durch den Ort verläuft eine Nebenstraße, die Rakowo Małe (Köllmisch Rakowen, 1938–1945  ~Rakau) an der Woiwodschaftsstraße 667 mit Skarżyn (Skarzinnen, 1938–1945 Richtenberg) verbindet. Bahnstation ist Bajtkowo (Baitkowen, 1938–1945 Baitenberg) an der Bahnstrecke Olsztyn–Ełk (Allenstein–Lyck).
Die Kirche steht in der Ortsmitte auf einem Hügel nahe dem Bach, der das Dorf durchzieht.

## Kirchengebäude
Bereits im 16. Jahrhundert war in Groß Rosinsko eine Holzkirche errichtet worden, die mit einem Strohdach bedeckt war. Sie hatte den Tatareneinfall von 1656 überdauert, musste aber 1893/94 abgerissen werden.
In den Jahren 1889 bis 1892 entstand ein Kirchenneubau, der am 23. Dezember 1892 eingeweiht wurde. Es handelt sich um einen neugotischen Backsteinbau mit vorgesetztem Turm und einem polygonalen Chorabschluss. Der Turm trug eine vergoldete Kugel mit Kreuz.
Der Innenraum ist gewölbt und hat seitliche Emporen. Bis 1945 war die Einrichtung protestantisch schlicht gehalten. Die Kanzel stand links vom Altar. Sie war achteckig geschnitzt und hatte in ihren Feldern die Bilder der vier Evangelisten – in Wasserfarbe gemalt.
Der Altar der alten Holzkirche hatte einen barocken Aufsatz mit einem Ölgemälde zwischen den korinthischen Säulen, das die Kreuzigung Christi mit Maria, Johannes und Maria Magdalena darstellte. Rechts und links der Säulen waren auch hier die vier Evangelisten in geschnitzten, flügelähnlichen Umrahmungen abgebildet. In einem Aufsatz darüber war ein Bild mit der Himmelfahrt Christi zu sehen.
Vor dem Altar hing ein hölzerners Hirschkopfgeweih, das als Kronleuchter diente.
Der Altar wurde an das Skansen-Freilichtmuseum in Olsztynek (Hohenstein) abgegeben und ist dort in der zentralen Dorfkirche – einer Nachbildung der Dorfkirche Reichenau – zu sehen.

## Kirchengemeinde

### Kirchengeschichte
Rożyńsk Wielki ist ein altes Kirchdorf. Bereits mit der Dorfgründung im Jahr 1471 war auch die Kirchengründung verbunden. Wohl schon den 1530er Jahren übernahm die Kirche das lutherische Bekenntnis und blieb so bis 1945 eine evangelische Pfarrei mit einer überwiegend protestantischen Bevölkerung. Das änderte sich in Kriegsfolge 1945. Seither ist das Dorf fast ausnahmslos von Katholiken bewohnt.

### Evangelisch (bis 1945)

#### Pfarrei
Anfangs war das Kirchspiel Rosinsko eine Filialgemeinde der Kirche in Drygallen (1938–1945 Drigelsdorf, polnisch: Drygały) und wurde erst dann selbständig. Bis 1945 war sie in den Kirchenkreis Johannisburg (polnisch: Pisz) eingegliedert, der zur Kirchenprovinz Ostpreußen der Evangelischen Kirche der Altpreußischen Union gehörte. Im Jahr 1926 zählte das Kirchspiel Rosinsko 2.953 Gemeindeglieder, die in 18 Ortschaften, Orten und Wohnplätzen wohnten.
Aufgrund von Flucht und Vertreibung der einheimischen Bevölkerung wurde das Gebäude nicht mehr als evangelische Kirche benötigt. Es wurde der römisch-katholischen Kirche übereignet. Heute in Rożyńsk Wielki lebende evangelische Kirchenglieder gehören zur Kirchengemeinde in Biała Piska (Bialla, 1938–1945 Gehlenburg), einer Tochtergemeinde der Kirche in Pisz (Johannisburg) in  der Diözese Masuren der Evangelisch-Augsburgischen Kirche in Polen.

#### Kirchspielorte
Das Kirchspiel Rosinsko bestand vor 1945 aus 18 Orten:
| Ortsname               | Änderungsname 1938–1945 | Polnischer Name |
| ---------------------- | ----------------------- | --------------- |
| Bzurren                | Surren                  | Bzury           |
| Czernien               | ab 1930 Dornberg        | Ciernie         |
| Czyprken               | ab 1930 Kolbitz         | Czyprki         |
| Dybowen                | Diebau                  | Dybowo          |
| Groß Rosinsko          | Großrosen               | Rożyńsk Wielki  |
| Gutten R Ksp. Rosinsko | Reitzenstein            | Guty Rożyńskie  |
| Jebrammen              | Bachort                 | Jebramki        |
| Kybissen               | Kibissen                | Kibisy          |
| Klein Rogallen         |                         | Rogale Małe     |
| Klein Rosinsko         | Kleinrosen              | Rożyńsk Mały    |
| Krzywinsken            | Heldenhöh               | Krzywińskie     |
| Kurziontken            | Seeland                 | Kurczątki       |
| Marchewken             | ab 1928 Bergfelde       | Marchewki       |
| Nowaken                | Brüderfelde             | Nowaki          |
| Olschewen              | Kronfelde               | Olszewo         |
| Skrodzken              | Jagdhof                 | Skrodzkie       |
| Tatzken                |                         | Taczki          |
| Woytellen              | Woiten                  | Wojtele         |

#### Pfarrer

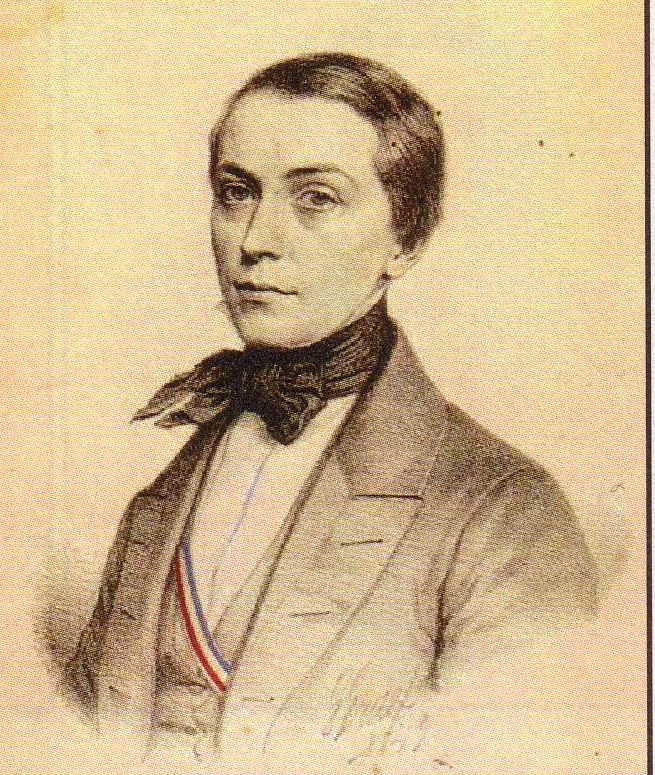
Wilhelm v. Popowski

Bis 1945 amtierten an der Kirche Rosinsko als evangelische Geistliche:
- Stanislaus Zabielski, bis 1564
- Paul Rosnitzki, 1590
- Andreas Stanckowius, 1646–1656
- Thomas Johann Molitor, 1656–1682[A 3][1][7]
- Simon Meinecke, 1682–1718
- Matthias Drigalski, 1718–1740
- Johann Horn, 1741–1760
- Melchior Jacob Kempen, 1758–1773
- Johann Christ. Surminski, 1774–1788
- Friedrich Krüger, 1788–1801
- Bernhard Gottlieb Surminski, 1802–1814
- Johann Samuel Fischer, 1814–1825
- Karl Theodor Groß, 1826–1852
- Hermann Friedrich Czygan, 1852–1871
- Wilhelm Fr. Adolf von Popowski, 1871–1880[A 4]
- Adolf Benjamin K. Dziembowski, 1881–1882
- Sylvester Suszczynski, 1883–1885
- Emil Benjamin Ammon, 1886–1893
- Adolf Louis H.C.F. Korella, 1894–1908
- Otto Mattern, 1908–1919
- Ernst Willamowski, 1920–1922
- Erich Wisotzki, 1923–1929
- Werner Buske, 1932
- Viktor Kühn, 1936–1945

### Katholisch (seit 1945)

#### Pfarrei
Seit 1945 ist die bisher evangelische Kirche in Rożyńsk Wielki römisch-katholisches Gotteshaus und St. Stephanus geweiht. Am 15. August 1982 wurde hier eine eigene Pfarrei errichtet. Sie gehört zum Dekanat Biała Piska im Bistum Ełk der römisch-katholischen Kirche in Polen. Ihr sind die beiden Filialkirchen in Dybówko (Dybowen (Gut), 1938–1945 Diebau (Gut)) und Kurzątki (Kurziontken, 1938–1945 Seeland) zugeordnet.

#### Pfarreiorte
Zur Pfarrei gehören 18 Dörfer. Zwei von ihnen liegen im Gebiet der Landgemeinde Biała Piska, die übrigen im Gebiet der Landgemeinde Prostki:
| Ortsname       | Deutscher Name (Änderungsname)                  |  | Ortsname        | Deutscher Name (Änderungsname) |
| -------------- | ----------------------------------------------- |  | --------------- | ------------------------------ |
| Bzury          | Bzurren (Surren)                                |  | Krzywińskie     | Krzywinsken (Heldenhöh)        |
| Ciernie        | Czernien (Dornberg)                             |  | Kurzątki        | Kurziontken (Seeland)          |
| Czyprki        | Czyprken (Kolbitz)                              |  | Marchewki       | Marchewken (Bergfelde)         |
| Dmusy          | Dmussen (Dimussen)                              |  | Nowaki          | Nowaken (Brüderfelde)          |
| Dybówko        | Dybowen (Diebau) (Gut)                          |  | Olszewo         | Olschewen (Kronfelde)          |
| Dybowo         | Dybowen (Diebau) (Gemeinde)                     |  | Rożyńsk Wielki  | Groß Rosinsko (Großrosen)      |
| Guty Rożyńskie | Gutten R, Ksp. Rosinsko (Reitzenstein (Ostpr.)) |  | Sokoły Jeziorne | Sokollen R (Rosensee)          |
| Jebramki       | Jebrammen (Bachort)                             |  | Taczki          | Tatzken                        |
| Kibisy         | Kybissen (Kibissen)                             |  | Wojtele         | Woytellen (Woiten)             |